# یواس‌اس پایک (اس‌اس-۶)
یواس‌اس پایک (اس‌اس-۶) (به انگلیسی: USS Pike (SS-6)) یک زیردریایی بود که طول آن ۶۴ فوت (۲۰ متر) بود. این زیردریایی در سال ۱۹۰۳ ساخته شد.